# Klæk!

Klæk! er Sonja Halds tredje album, udgivet på Skide Farligt Records den 25. februar 2017. 
Albummet er ude på LP, CD og digitale tjenester.

## Spor
| #   | Titel                             | Længde |
| --- | --------------------------------- | ------ |
| 1.  | "Signal"                          | 4:03   |
| 2.  | "Mona Mona Mona"                  | 3:12   |
| 3.  | "Kaskaderne"                      | 3:38   |
| 4.  | "Roasalindes Hjerte"              | 4:00   |
| 5.  | "Sådan Er Det Bare"               | 3:30   |
| 6.  | "Stålsat"                         | 4:12   |
| 7.  | "Den Gale Vej"                    | 3:35   |
| 8.  | "Sukkerelefanter (feat.Laura Mo)" | 3:14   |
| 9.  | "Slipsedrenge"                    | 3:11   |
| 10. | "De Sidste (feat.Johan Olsen)"    | 3:17   |
| 11. | "Klæk!"                           | 3:28   |
| 12. | "Fremmed"                         | 2:41   |

## Medvirkende
- Jonas Dahl
- Simon Bekker
- Ole Holmgaard
- Jakob Retz
- Mikkel Aagaard Christiansen
- Flemming Bloch
- Johan Olsen
- Laura Mo
- Kirstine Birk
- Maja Karlshøj Joensen
- Pit Löw
- Rohan Stevenson